# あの娘におせっかい
「あの娘におせっかい」（原題:Listen to What the Man Said）は、1975年にウイングスが発表した楽曲、および同曲を収録したシングルである。ウイングスの4枚目のアルバム『ヴィーナス・アンド・マース』に収録。またコンピレーション・アルバム『オール・ザ・ベスト』『夢の翼〜ヒッツ&ヒストリー〜』『ピュア・マッカートニー』に収録されている。

## 解説
「あの娘におせっかい」1975年1月から始まったニューオリンズでのレコーディングセッション中に録音した曲である。だが録音の最中、突然ドラマーのジェフ・ブリトンが脱退してしまった。急遽新聞広告で募集をかけ、応募してきたジョー・イングリッシュを加入させ、セッションを続けた。この曲は1月31日と2月20日にレコーディングをしたが、イメージ通りの仕上がりではないと思ったポールは、3月になってロサンジェルスでデイヴ・メイソンのギターをオーバーダブするなど、試行錯誤を重ねた。しかしそれでも満足できなかったポールはサックスを入れることを思いつき、すぐにスタジオに来ることができる有名ミュージシャンということでトム・スコットが呼ばれた。試奏の後、数テイク録音したが、なかなか満足いくものができなかった。しかし、たまたま録音していた試奏のテイクが一番良いということになり、採用された。
新生ウイングスのニューアルバム『ヴィーナス・アンド・マース』の先行シングルとして同年5月16日にリリースされると、アメリカのビルボード誌では、1975年7月19日に週間ランキング第1位を獲得。ビルボード誌1975年年間ランキングは第36位。キャッシュボックス誌では、6月12日付けで第1位を獲得し、年間ランキングでは第45位を記録した。日本でも1位。イギリスでは6位にとどまった。
アルバム・ヴァージョンでは冒頭にポールによる、アメリカのファンクバンド、ミーターズのギタリスト、レオ・ノセンテッリの語りの物真似があるが、このシングル・ヴァージョンではカットされている。また次の曲「トリート・ハー・ジェントリー〜ロンリー・オールド・ピープル」とのメドレーになっているが、ここではフェイドアウトされている。また、この曲はライブアルバム「ウイングスU.S.A.ライヴ!!」およびライブ映画『Rock Show』にも若干アップテンポになって収録されている。
B面収録の「歌に愛をこめて」は、1974年11月にロンドンのEMIレコーディング・スタジオで行われた『ヴィーナス・アンド・マース』のための初めてのレコーディング・セッションで収録された。

## 収録曲
| #         | タイトル                                            | 作詞・作曲                                    | 時間 |
| --------- | --------------------------------------------------- | --------------------------------------------- | ---- |
| 1.        | 「あの娘におせっかい」(Listen to What the Man Said) | ポール・マッカートニー リンダ・マッカートニー | 3:55 |
| 2.        | 「歌に愛をこめて」(Love in Song)                    | ポール・マッカートニー リンダ・マッカートニー | 3:07 |
| 合計時間: | 合計時間:                                           | 合計時間:                                     | 7:02 |

## 演奏者

### ウイングス
- ポール・マッカートニー - リード & バッキング・ボーカル、ベースギター (#1、2)、アコースティック・ギター 、エレクトリック・ギター、クラビネット、エレクトロニックピアノ、モーグ・シンセサイザー (#1)、ハンドベル、ピアノ (#2)
- リンダ・マッカートニー - バッキング・ボーカル (#1、2)、ハンドベル、モーグ・シンセサイザー (#2)
- デニー・レイン - バッキング・ボーカル、エレクトリック・ギター (#1、2)、ボンゴ (#1)、ピアノ (#2)
- ジミー・マカロック - エレクトリック・ギター (#1)、12弦ギター (#2)
- ジョー・イングリッシュ - ドラムス、パーカッション (#1)
- ジェフ・ブリトン - ドラムス、ミルク・ボトル (#2)

### ゲスト
- シド・シャープ・ストリングス - チェロ、ヴィオラ、ヴァイオリン (#1、2)、コントラバス (#2)
- ゲイル・レヴァント - ハープ
- デイヴ・メイソン - エレクトリック・ギター (#1)
- トム・スコット - サクソフォーン (#1)
- トニー・ドーシー - ストリングス・アレンジメント

## 書籍
- 『Paul McCartney: Recording Sessions (1969-2013)』 Luca Perasi著 出版社：L.I.L.Y. Publishing 2013年10月 ISBN 978-88-909122-1-4